# Dingane
Dingane (ook wel Dingaan) kaSenzangakhona (ca. 1795 - 1840), was van 1828 tot zijn dood in 1840 koning van de Zoeloes en het Zoeloekoninkrijk.
In 1828 pleegde Dingane een staatsgreep door zijn halfbroer Shaka Zoeloe te vermoorden. Hij regeerde tijdens de Grote Trek en kwam in conflict met de Nederlandstalige Voortrekkers. Na de moord op hun leider Piet Retief en vele anderen bij Bloukrans werd Dingane door de Voortrekkers in 1838 verslagen in de Slag bij Bloedrivier. Dingane werd zelf slachtoffer van een staatsgreep en werd in 1840 tijdens zijn vlucht vermoord door de Swazi.

## Biografie
Dingane was een zoon van het stamhoofd Senzangakhona en diens zesde vrouw Mpikase. Zijn halfbroer Shaka volgde in 1816 zijn vader op en stichtte het Zoeloekoninkrijk en regeerde het met ijzeren vuist. In september 1828 werd Shaka vermoord door Dingane en zijn halfbroer Umhlangana. Dingane werd de nieuwe Zoeloekoning en liet eveneens zijn handlanger Umhlangana vermoorden. Dingane begon met de bouw van zijn nieuwe hoofdstad genaamd uMgungundlovu ("De Plaats van de Grote Olifant").

### Voortrekkers
In 1837 kwam Dingane in contact met de Voortrekkers onder leiding van Piet Retief. Dingane bood Retief land aan, als deze zijn vee zou terugbrengen dat door koning Sekonyela gestolen was. Nadat de taak succesvol was volbracht, kwam Retief met zo'n zeventig volgers en dertig gekleurde agterryers op 3 februari 1838 weer in Umgungundlovu aan. Het volgende traktaat (vrij vertaald) werd op 6 februari  door Dingane getekend:

Aangezien Piet Retief, gouverneur van de Voortrekkers, mijn vee dat door Sikonyela gestolen was, teruggevonden en nu aan mij uitgeleverd heeft, stem ik, Dingaan, koning van de Zoeloes, ermee in om hiermee aan genoemde Retief en zijn landgenoten Port Natal en het aangrenzende gebied in eeuwigdurende bezitrecht af te staan, dit wil zeggen, het gebied westwaarts vanaf de Tugela tot bij de Umzimvubu en vanaf de zee noordwaarts tot zo ver als de grond bruikbaar mag zijn en aan mij behoort.

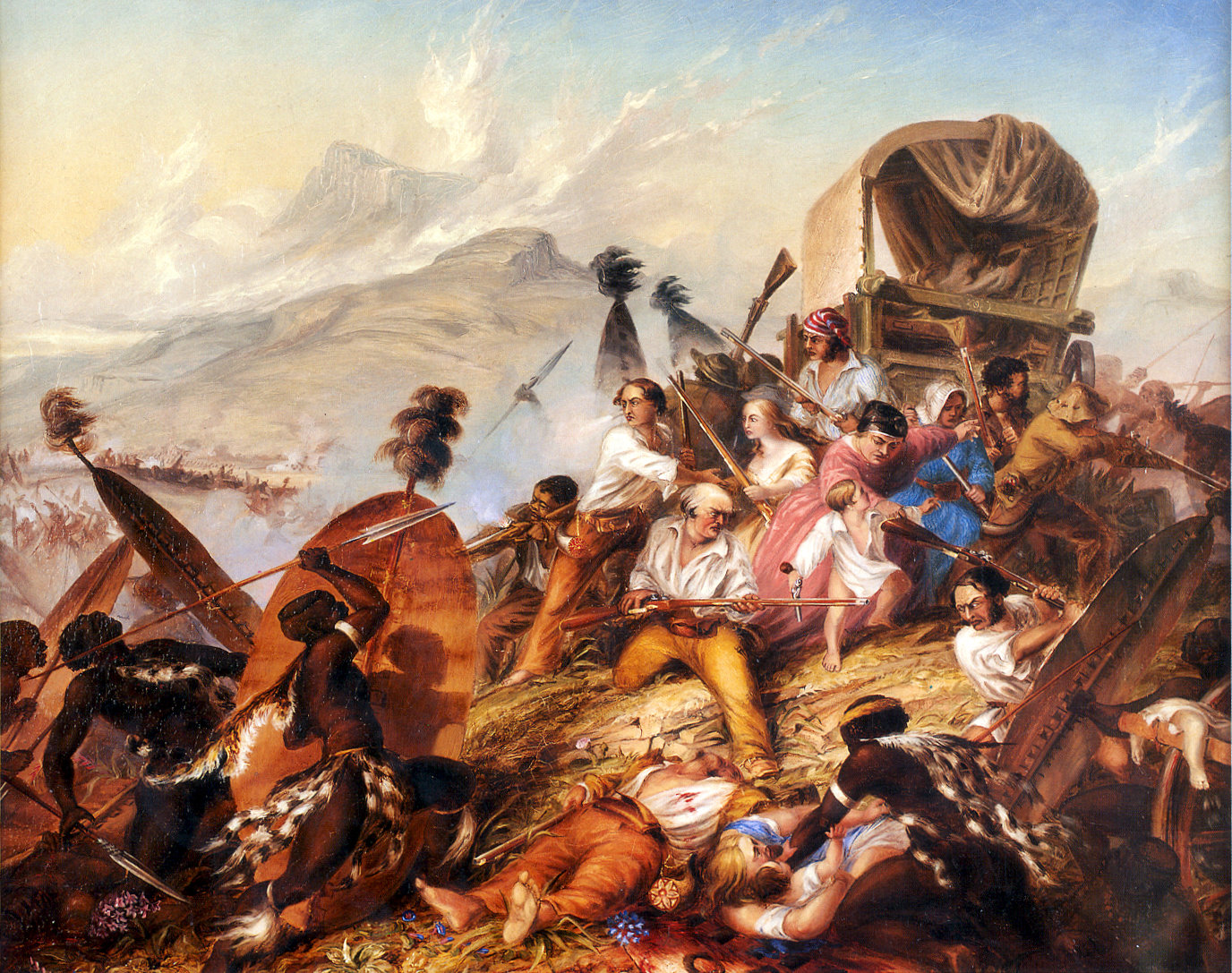
Zoeloes bestormen het laager van de Voortrekkers bij Bloukrans

Dezelfde dag, bij de ceremonie waarbij het landcontract tussen Dingane en Retief werd getekend, werden Retief, zijn zoon en zijn afgezanten echter gevangengenomen en geëxecuteerd. De groep van Retief, die op zijn terugkeer zat te wachten, werd in de nacht van 17 februari bij Bloukrans afgeslacht en al hun vee werd gestolen.
De overlevende Voortrekkers zonnen op wraak. De Slag bij Italeni werd nog gewonnen door de Zoeloes maar op 16 december 1838 werd het Zoeloeleger in de Slag bij Bloedrivier vernietigend verslagen door Andries Pretorius. De 16e december zou sindsdien bij de Voortrekkers en hun nazaten gevierd worden als Dingaansdag. Ook de Britten die in Durban, het toenmalige Port Natal, voet aan wal zetten, werden door Dinganes commando's aangevallen. In december 1839 verlieten de Britten halsoverkop Durban, waarna de Voortrekkers hun vlag boven de stad hesen en de Natalrepubliek uitriepen.

### Staatsgreep en dood
De Voortrekkers vonden een bondgenoot in Dinganes timide halfbroer Mpande, die met de hulp van Pretorius een opstand tegen zijn broer begon. Het nieuwe regime in Natal sloot een verbond met de Swazi en samen organiseerden zij een strafexpeditie tegen Dingane, die zich in de Lebombobergen terugtrok, waar hij door de Nyawo, een stam waarvan hij dacht dat ze hem op handen droegen, vermoord werd. Mpande werd door Andries Pretorius tot de nieuwe Zoeloekoning gekroond.
Het graf van koning Dingane bevindt zich binnen het Tembe-olifantenpark in Zuid-Afrika.
Mnguni · Nkosinkulu · Mdlani · Luzumana · Malandela · Ntombela · Zulu · Gumede · Phunga · Mageba · Ndaba · Jama · Senzangakhona · Shaka · Dingane · Mpande · Cetshwayo · Dinuzulu · Solomon · Cyprian · Goodwill · Misuzulu